# 1940 en musique classique
| \| • Retour à la chronologie générale de la musique classique • \| |
| Grèce • Rome • Haut Moyen Âge • VIIIe siècle • IXe siècle • Xe siècle • XIe siècle XIIe siècle • XIIIe siècle • XIVe siècle • XVe siècle • XVIe siècle • XVIIe siècle XVIIIe siècle • XIXe siècle • XXe siècle • XXIe siècle |
| • Retour à la chronologie générale de la musique classique • |

| Années en musique classique : 1937 - 1938 - 1939 - 1940 - 1941 - 1942 - 1943    |
| Décennies en musique classique : 1910 - 1920 - 1930 - 1940 - 1950 - 1960 - 1970 |

## Événements

### Créations
- 13 janvier : Pierre et le Loup est créé à New York sur une chorégraphie d’Adolph Bolm et une musique de Prokofiev.
- 9 février : le Double concerto pour cordes, piano et timbales de Bohuslav Martinů, créé à Bâle par Paul Sacher.
- 18 mars : le Concerto pour violon no 1 de Walter Piston, créé par Ruth Posselt accompagné par le National Orchestral Association dirigé par Léon Barzin.
- 29 mars : le Concerto pour violon de Benjamin Britten, créé par Antonio Brosa avec le New York Philharmonic Orchestra dirigé par sir John Barbirolli.
- 21 avril : le Concerto pour double orchestre à cordes de Michael Tippett, créé au Morley College sous la direction du compositeur.
- 8 mai : Médée, opéra de Darius Milhaud.
- 11 juin : le Divertimento de Béla Bartók, créé par l'Orchestre de chambre de Bâle dirigé par Paul Sacher.
- 11 août : Letter to the World, ballet de Martha Graham est créé sur un livret original de Hunter Johnson.
- 16 septembre : le Concerto pour violon de Khatchatourian, créé à Moscou par David Oïstrakh.
- 17 octobre : Symphonie no 1 de Darius Milhaud, créée à Chicago dirigée par le compositeur.
- 7 décembre : Finlandia, (version avec chœur) de Jean Sibelius, est chanté (voir 1899).
- 14 décembre : création, au Théâtre Kabukiza de Tokyo sous la direction de Helmut Fellner à la tête de l'Orchestre symphonique de la NHK, de la Japanische Festmusik, compositions de Richard Strauss, Jacques Ibert, Ildebrando Pizzetti et Sándor Veress, à l'occasion du 2600e anniversaire de la fondation de l'empire du Japon.
- 15 décembre : La Symphonie de chambre no 2 d’Arnold Schönberg est créée à New York.

#### Date indéterminée
- Arthur Honegger compose la Sonate pour violon seul et la Partita pour deux pianos.
- Dmitri Kabalevski compose la suite orchestrale Les Comédiens.
- Anton Webern compose sa Cantate Opus 29.

### Autres
- 3 avril : Radiodiffusion du premier concert de Maria Kalegeropoulos, qui deviendra Maria Callas.
- 24 août : Réouverture de l’Opéra de Paris qui présente la Damnation de Faust de Berlioz.
- Le compositeur Béla Bartók quitte la Hongrie pour les États-Unis.
- Fondation de l'Orchestre symphonique de l'Utah.
- Fondation du Chœur de la Radio lettone.

## Naissances

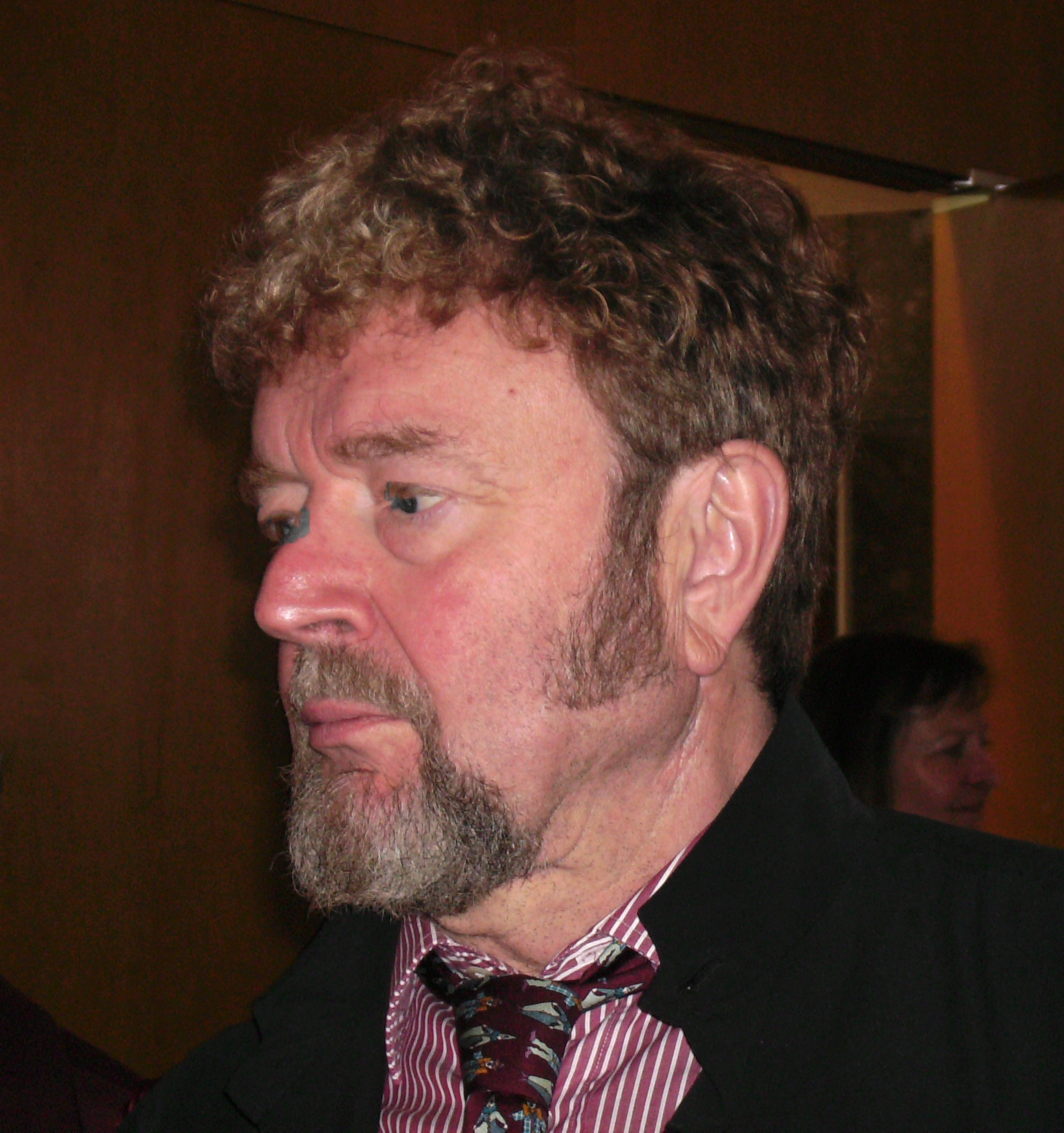
Siegmund Nimsgern

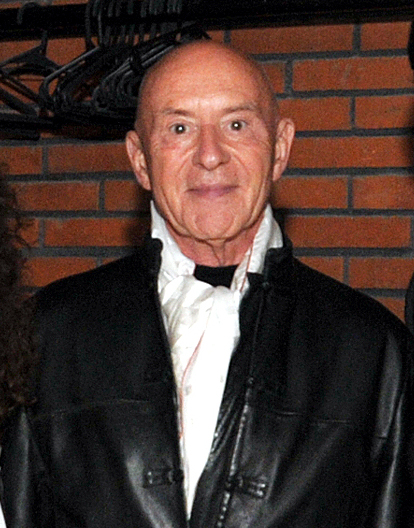
Christoph Eschenbach

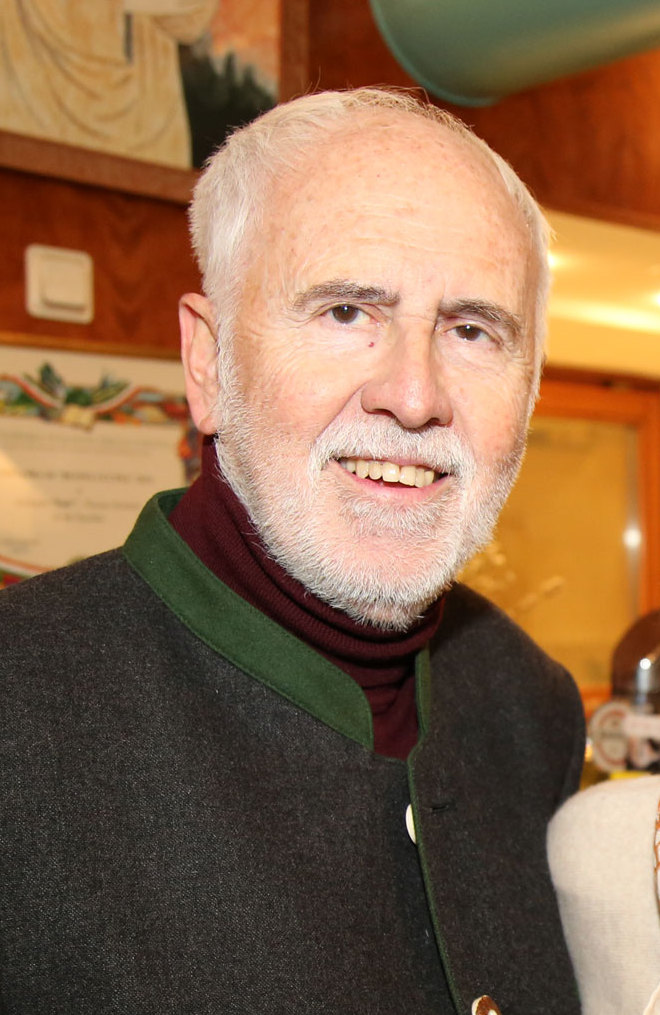
Jesús López Cobos

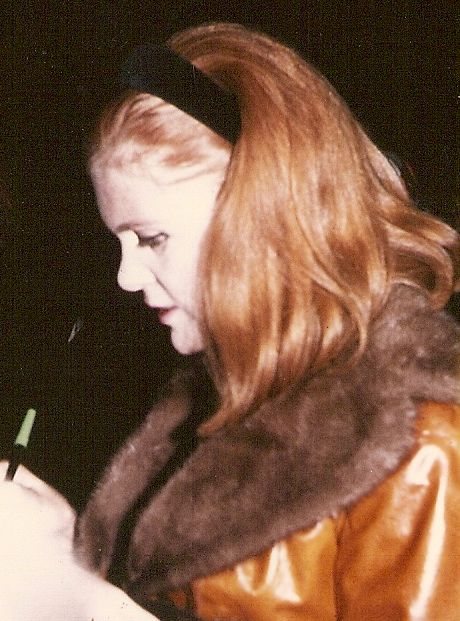
Anja Silja

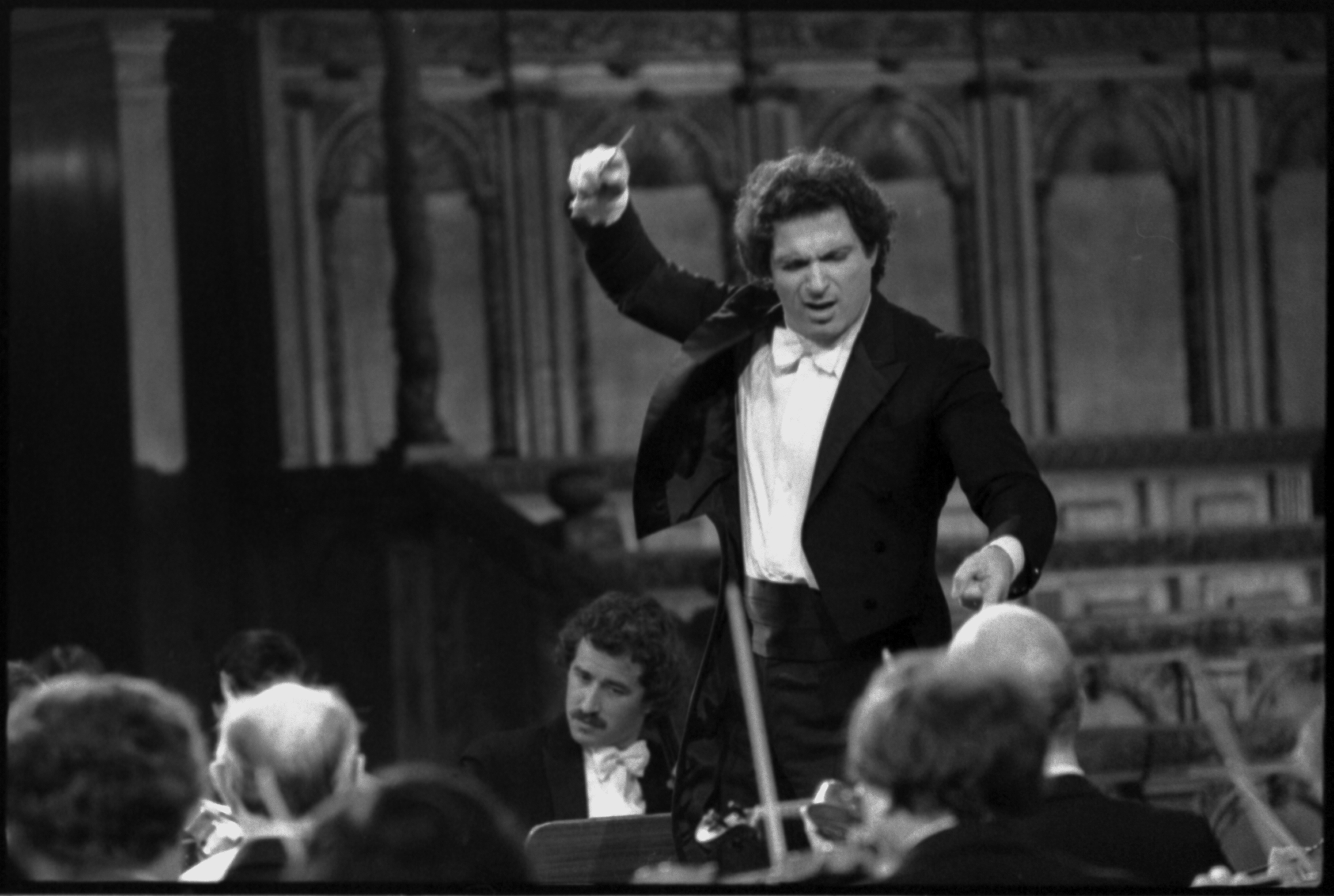
Alain Lombard

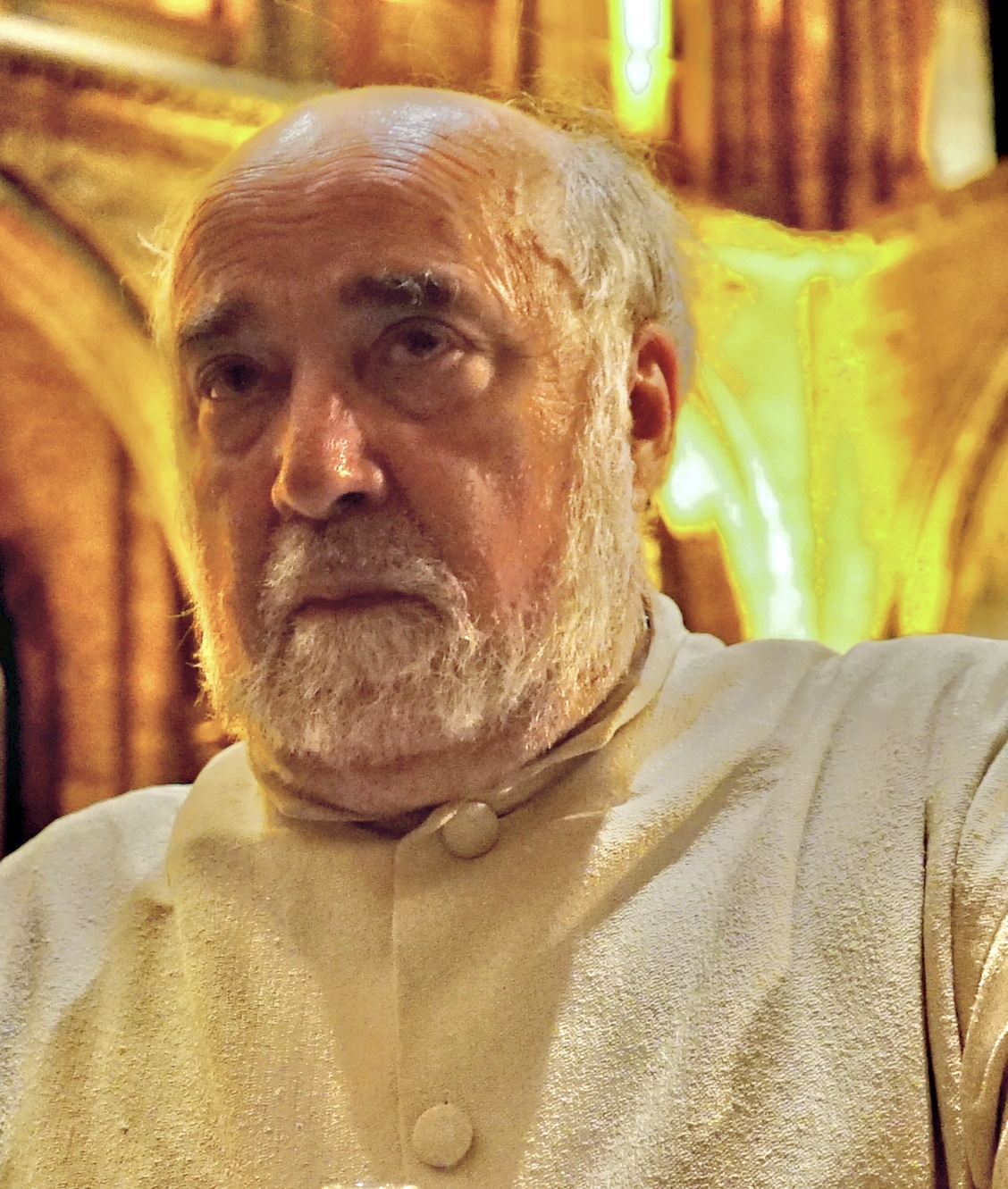
Jean-Claude Malgoire

- 3 janvier : Motohiko Adachi, compositeur japonais.
- 14 janvier : Siegmund Nimsgern, baryton-basse allemand.
- 19 janvier : Rudolf Jansen, pianiste néerlandais († 12 février 2024).
- 22 janvier : Tilo Medek, compositeur, musicologue et éditeur de musique allemand († 3 février 2006).
- 29 janvier : Justino Díaz, baryton-basse américain.
- 31 janvier : Hugh Macdonald, musicologue anglais.
- 4 février : Martin Jones, pianiste anglais.
- 7 février : Dubravka Tomšič Srebotnjak, pianiste slovène.
- 9 février : Jean-Claude Veilhan, compositeur, flûtiste à bec et clarinettiste français.
- 11 février : Julien Skowron, chanteur et instrumentiste français spécialisé dans la musique médiévale et de la Renaissance.
- 12 février : Gilda Cruz-Romo, soprano mexicaine († 28 juin 2025).
- 20 février : Christoph Eschenbach, pianiste et chef d'orchestre allemand.
- 21 février : Heinz Zednik, ténor autrichien.
- 25 février : Jesús López Cobos, chef d'orchestre espagnol († 2 mars 2018).
- 2 mars :
  - Juraj Beneš, compositeur, pianiste et pédagogue slovaque († 11 septembre 2004).
  - Robert Lloyd, basse britannique.
- 9 mars : Jean-Jacques Eigeldinger, musicologue suisse.
- 11 mars : Jon Gibson, flûtiste, saxophoniste, clarinettiste et compositeur américain († 12 octobre 2020).
- 18 mars : Hugues Gall, directeur d'opéra français († 25 mai 2024).
- 4 avril : Alain Kremski, compositeur, pianiste et percussionniste français († 28 décembre 2018).
- 9 avril :
  - Howard Davis, violoniste britannique († 5 février 2018).
  - Ken'ichirō Kobayashi, chef d'orchestre japonais.
- 17 avril :
  - Siegfried Jerusalem, ténor allemand.
  - Anja Silja, soprano allemande.
- 30 avril : John Grew, organiste, claveciniste, et professeur canadien.
- 20 mai : Karl Anton Rickenbacher, chef d'orchestre suisse († 28 février 2014)
- 24 mai : Christoph Wolff, musicologue allemand.
- 25 juin : João Carlos Martins, pianiste brésilien.
- 1er juillet : Carles Santos Ventura, musicien, pianiste et compositeur catalan.
- 2 juillet : Susanna Mildonian, harpiste belge († octobre 2022).
- 4 juillet : Miguel Ángel Estrella, pianiste argentin.
- 9 juillet : Manfred Jung, ténor allemand et chanteur d'opéra († 14 avril 2017).
- 10 juillet : Helen Donath, soprano américaine.
- 19 juillet : Valentin Bibik, compositeur ukrainien († 7 juillet 2003).
- 6 août : Claude Méloni, baryton français de l'Opéra de Paris.
- 18 août : Dmitri Kitaïenko, chef d'orchestre russe.
- 25 août :
  - José van Dam, baryton-basse belge.
  - Thomas Kakuska, altiste autrichien, membre du Quatuor Alban Berg († 4 juillet 2005).
- 5 septembre : Lewis Spratlan, compositeur américain († 9 février 2023).
- 9 septembre : Günter Pichler, violoniste autrichien, premier violon et membre fondateur du Quatuor Alban Berg.
- 2 octobre : José Todaro, ténor lyrique italien.
- 4 octobre : Alain Lombard, chef d'orchestre français.
- 16 octobre : Valentin Timaru, compositeur et musicologue roumain.
- 17 octobre : Stephen Kovacevich, pianiste et chef d'orchestre américain.
- 3 novembre : Dieter Acker, compositeur allemand († 27 mai 2006).
- 5 novembre :
  - Annie Challan, harpiste française.
  - Anthony Rolfe Johnson, ténor britannique († 21 juillet 2010).
- 12 novembre : Yair Kless, violoniste et professeur israélien.
- 14 novembre : Joshua Epstein, violoniste israélien.
- 25 novembre : Jean-Claude Malgoire, chef d'orchestre et musicologue français († 14 avril 2018).
- 10 décembre : Pierre Perdigon, organiste français.
- 17 décembre : Nguyen Thien Dao, compositeur français d'origine vietnamienne († 20 novembre 2015).

### Date indéterminée
- Graciela Castillo, compositrice Argentine.
- Jacques Lejeune, compositeur français.
- Jacqueline Méfano, pianiste française.
- Roberto Micconi, organiste, compositeur, chef de chœur, chef d'orchestre, maître de chapelle italien.
- Patsy Toh, pianiste chinoise établie en Angleterre.

## Décès

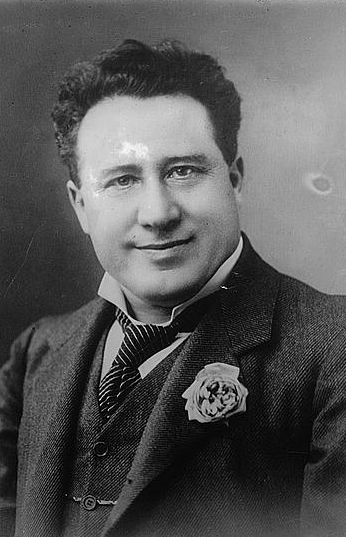
Alessandro Bonci

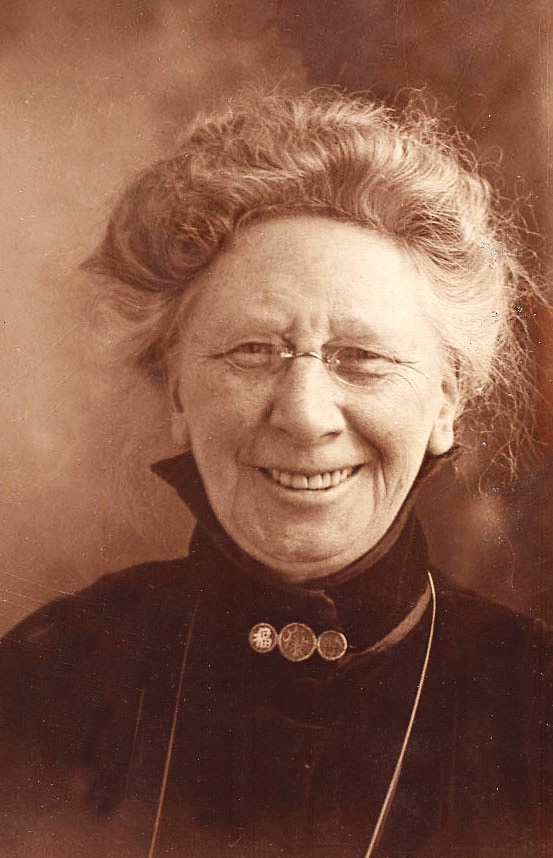
Catharina van Rennes

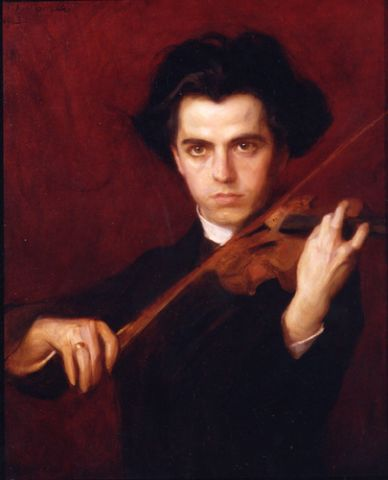
Jan Kubelík

- 5 janvier : Louis Delune, compositeur, chef d'orchestre et pianiste belge (° 15 mars 1876).
- 2 février : Arnold Volpe, compositeur et chef d'orchestre américain né lituanien (° 9 juillet 1869).
- 28 février : Arnold Dolmetsch, violoniste et facteur d’instruments anglais d’origine française (° 24 février 1858).
- 4 mars : Karl Muck, chef d'orchestre allemand (° 22 octobre 1859).
- 7 mars : Henri Paradis, compositeur et clarinettiste français (° 13 décembre 1861).
- 15 mars : Ferdinand Hellmesberger, chef d'orchestre, violoncelliste et compositeur autrichien (° 24 janvier 1863).
- 20 mars : Achille Runner, compositeur français (° 26 mars 1870).
- 31 mars : Achille Rivarde, violoniste et enseignant britannique d'origine américaine (° 31 octobre 1865).
- 6 avril : Andrés Isasi, compositeur et pianiste basque espagnol (° 28 octobre 1890).
- 28 avril : Luisa Tetrazzini, cantatrice italienne (° 29 juin 1871).
- 29 avril : Josef Pasternack, chef d'orchestre et compositeur polonais (° 7 juillet 1881).
- 15 mai : Gustav Brecher, compositeur, chef d'orchestre et musicologue allemand (° 5 février 1879).
- 6 juin : Désiré Walter, organiste, compositeur, maître de chapelle et professeur français (° 15 avril 1861).
- 16 juin : Vítězslava Kaprálová, compositrice et chef d'orchestre tchèque (° 24 janvier 1915).
- 20 juin : Jehan Alain, compositeur et organiste français, mort pour la France (° 3 février 1911).
- 28 juin : Tekla Griebel-Wandall, compositrice et pédagogue danoise (° 26 février 1866).
- 1er juillet : Peder Møller, violoniste et pédagogue danois (° 28 février 1877).
- 6 juillet : Marguerite Ugalde, mezzo-soprano française (° 1862).
- 10 juillet : Donald Tovey, compositeur, critique musical, musicologue, analyste, pianiste et chef d'orchestre écossais (° 17 juillet 1875).
- 15 juillet :Oksana Petroussenko soprano.
- 8 août : Alessandro Bonci, ténor italien (° 10 février 1870).
- 11 août : Alfred Zamara, compositeur et harpiste autrichien (° 28 avril 1863).
- 20 août : Magdeleine Godard, violoniste et professeur de violon française (° 8 novembre 1860).
- 21 août : Paul Juon, compositeur russe (° 6 mars 1872).
- 29 août : Arthur De Greef, pianiste et compositeur belge (° 10 octobre 1862).
- 23 septembre : Rhené-Baton, chef d'orchestre et compositeur français (° 5 septembre 1879).
- 5 octobre : Silvestre Revueltas, compositeur, chef d'orchestre et violoniste mexicain (° 31 décembre 1899).
- 26 octobre : 
  - Louis Allard, tromboniste français (° 19 août 1952).
  - Alice Guszalewicz, soprano hongroise (° 21 septembre 1879).
- 3 novembre : Mihály Krausz, compositeur hongrois (° 11 avril 1897).
- 23 novembre : Catharina van Rennes, professeur de chant et compositrice (° 2 août 1858).
- 27 novembre : Emilio Pizzi, compositeur italien (° 1er février 1861).
- 30 novembre : Fritz Volbach, compositeur, chef d'orchestre et musicologue allemand (° 17 décembre 1861).
- 5 décembre : Jan Kubelík, violoniste et compositeur hongrois (° 5 juillet 1880).
- 16 décembre : William Wallace, compositeur écossais (° 3 juillet 1860).